# Józef Marcickiewicz
Józef Marcickiewicz (ur. 4 października 1895 w Padwi Narodowej, zm. 22 lutego 1982) – podpułkownik piechoty Wojska Polskiego, kawaler Orderu Virtuti Militari.

## Życiorys
Urodził się w Padwi Narodowej, w ówczesnym powiecie mieleckim Królestwa Galicji i Lodomerii, w rodzinie Antoniego.
W czasie I wojny światowej służył jako sierżant w 4. kompanii I batalionu 4 Pułku Piechoty Legionów Polskich. Od 15 lipca 1915 do 6 października 1916 walczył na froncie lubelskim, a następnie wołyńskim. 4 kwietnia 1917 został wymieniony we wniosku o odznaczenie austriackim Krzyżem Wojskowym Karola .
18 marca 1919, jako podoficer byłych Legionów Polskich został mianowany z dniem 1 marca 1919 podporucznikiem w 4 Pułku Piechoty Legionów.
12 kwietnia 1927 został mianowany na stopień majora ze starszeństwem z 1 stycznia 1927 roku i 67. lokatą w korpusie oficerów piechoty. W maju tego roku został przydzielony do Oficerskiej Szkoły Piechoty w Ostrowi Mazowieckiej na stanowisko dowódcy kompanii. W lipcu 1929 został przeniesiony do 79 Pułku Piechoty w Słonimiu na stanowisko oficera sztabowego pułku. W marcu 1930 został przesunięty na stanowisko dowódcy batalionu. W grudniu 1932 ogłoszono jego przeniesienie do Szkoły Podchorążych Rezerwy Piechoty w Zambrowie na stanowisko dowódcy batalionu. W kwietniu 1934 został przeniesiony do 25 Pułku Piechoty w Piotrkowie na stanowisko dowódcy batalionu. Na stopień podpułkownika został mianowany ze starszeństwem z 19 marca 1937 i 17. lokatą w korpusie oficerów piechoty. W marcu 1939 pełnił służbę w 25 pp na stanowisku I zastępcy dowódcy pułku.
W czasie kampanii wrześniowej dowodził rezerwowym 145 Pułkiem Piechoty. W czasie walk z resztką I batalionu dotarł do Warszawy. Po kapitulacji załogi stolicy dostał się do niemieckiej niewoli. Przebywał w Oflagu XI B Braunschweig, a następnie Oflagu IV B Königstein i od 5 czerwca 1940 w Oflagu VII A Murnau .
Zmarł 22 lutego 1982 i pochowany został na Cmentarzu "Nowym" w Kielcach.

## Ordery i odznaczenia
- Krzyż Srebrny Orderu Wojskowego Virtuti Militari nr 6210 – 17 maja 1922[19][20]
- Krzyż Niepodległości – 6 czerwca 1931 „za pracę w dziele odzyskania niepodległości”[21]
- Krzyż Walecznych trzykrotnie „za czyny męstwa i odwagi wykazane w bojach toczonych w latach 1918–1921”[22]
- Złoty Krzyż Zasługi – 19 marca 1936[23][14]
- Srebrny Krzyż Zasługi[14]